# Придорожный (Самарская область)
Придоро́жный — посёлок в Волжском районе Самарской области. Входит в состав сельского поселения Лопатино.

## История
В 1973 г. Указом Президиума ВС РСФСР посёлок предприятия связи переименован в Придорожный.

## Население
| 2010 | 2021    |
| ---- | ------- |
| 215  | ↗27 515 |